# USS Tomich (DE-242)
USS Tomich (DE-242) là một tàu hộ tống khu trục lớp Edsall từng phục vụ cùng Hải quân Hoa Kỳ trong Chiến tranh Thế giới thứ hai. Nó là chiếc tàu chiến duy nhất của Hải quân Hoa Kỳ được đặt cái tên này, theo tên hạ sĩ quan người gốc Croatia Peter Tomich (1893-1941), người từng phục vụ trên tàu mục tiêu Utah (AG-16), đã tử trận trong cuộc Tấn công Trân Châu Cảng ngày 7 tháng 12, 1941 và được truy tặng Huân chương Danh dự. Nó đã phục vụ cho đến khi chiến tranh kết thúc, xuất biên chế năm 1946, rồi cuối cùng bị bán để tháo dỡ vào năm 1974. Tomich được tặng thưởng một Ngôi sao Chiến trận do thành tích phục vụ trong Thế Chiến II.

## Thiết kế và chế tạo
Lớp Edsall có thiết kế hầu như tương tự với lớp Cannon dẫn trước; khác biệt chủ yếu là ở hệ thống động lực Kiểu FMR do được trang bị động cơ diesel Fairbanks-Morse dẫn động qua hộp số giảm tốc đến trục chân vịt. Đây là cấu hình động cơ được áp dụng rộng rãi trên tàu ngầm, được chứng tỏ là có độ tin cậy cao hơn so với lớp Cannon.
Vũ khí trang bị bao gồm ba pháo 3 in (76 mm)/50 cal trên tháp pháo nòng đơn có thể đối hạm hoặc phòng không, một khẩu đội pháo phòng không Bofors 40 mm nòng đôi và tám pháo phòng không Oerlikon 20 mm. Vũ khí chống ngầm bao gồm một dàn súng cối chống tàu ngầm Hedgehog Mk. 10 (có 24 nòng và mang theo 144 quả đạn); hai đường ray Mk. 9 và tám máy phóng K3 Mk. 6 để thả mìn sâu. Con tàu vẫn giữ lại ba ống phóng ngư lôi Mark 15 21 inch (533 mm), và được trang bị radar SC dò tìm không trung và mặt biển. Thủy thủ đoàn đầy đủ bao gồm 186 sĩ quan và thủy thủ.
Tomich được đặt lườn tại xưởng tàu của hãng Brown Shipbuilding, ở Houston, Texas vào ngày 15 tháng 9, 1942. Nó được hạ thủy vào ngày 28 tháng 12, 1942, được đỡ đầu bởi bà O. L. Hammonds, và nhập biên chế cùng Hải quân Hoa Kỳ vào ngày 27 tháng 7, 1943 dưới quyền chỉ huy của Hạm trưởng, Thiếu tá Hải quân Hadlai Austin Hull.

## Lịch sử hoạt động

### Mặt trận Đại Tây Dương
Tomich khởi hành từ Galveston, Texas, vào ngày 12 tháng 8, 1943 để đi đến New Orleans, Louisiana, nơi nó được tiếp tục trang bị, rồi lên đường đi Bermuda vào ngày 19 tháng 8 cho đợt chạy thử máy huấn luyện kéo dài bốn tuần lễ. Nó cùng tàu chị em Farquhar (DE-139) rời Bermuda vào ngày 23 tháng 9 hộ tống cho chiếc tàu tiếp dầu USS Merrimack (AO-37) trong hành trình đi Norfolk, Virginia, trước khi đi đến Charleston, South Carolina để được đại tu sau chạy thử máy.
Lên đường hướng đến Cuba vào ngày 9 tháng 10 để tiếp tục huấn luyện, Tomich đi đến vịnh Guantánamo, Cuba ba ngày sau đó. Nó gặp gỡ chiếc USAT George Washington vào ngày 17 tháng 10 để hộ tống chiếc tàu vận tải Lục quân này đi sang Kingston, Jamaica. Khi quay trở lại vịnh Guantánamo cùng ngày hôm đó, Tomich được lệnh tìm kiếm chiếc tàu ngầm Dorado (SS-248), vốn đã khởi hành từ New London, Connecticut vào ngày 6 tháng 10, và theo lịch trình đã phải đến vùng kênh đào Panama vào ngày 14 tháng 10. Nó đã tìm kiếm cho đến ngày 22 tháng 10, nhưng không thể tìm thấy dấu vết gì cùa chiếc tàu ngầm bị mất tích.
Khởi hành đi Hampton Roads vào ngày 28 tháng 10, Tomich hộ tống cho chiếc tàu ngầm Pike (SS-173) đi Norfolk, rồi tách ra vào ngày 30 tháng 10 để quay trở lại vịnh Guantánamo. Con tàu lại đi lên phía Bắc để đến Norfolk vào ngày 5 tháng 11, rồi đến ngày 14 tháng 11 đã tham gia thành phần hộ tống cho Đoàn tàu UGS-24 vượt Đại Tây Dương hướng sang Bắc Phi. Đoàn tàu đi đến Casablanca, Maroc thuộc Pháp vào ngày 2 tháng 12, và nó về đến New York vào sáng ngày Giáng Sinh 25 tháng 12. Nó vào Xưởng hải quân New York để được bảo trì cho đến đầu năm 1944.
Rời xưởng tàu vào ngày 5 tháng 1, 1944, Tomich đi đến vùng eo biển Block Island để thực hành huấn luyện tác xạ và chống tàu ngầm ngoài khơi Montauk Point, Long Island. Cùng các đơn vị khác thuộc Đội hộ tống 7, nó lên đường đi Norfolk, Virginia vào ngày 10 tháng 1, và gia nhập Lực lượng Đặc nhiệm 63 để hộ tống cho Đoàn tàu UGS-30 đi sang Casablanca. Đi đến Gibraltar, nó neo đậu bên cạnh thiết giáp hạm HMS Warspite (03), rồi rời căn cứ Hải quân Anh này vào ngày 4 tháng 2 để gia nhập Đoàn tàu GUS-29 vào ngày hôm sau cho hành trình quay trở về Hoa Kỳ.
Tách khỏi Đoàn tàu GUS-29 vào ngày 8 tháng 2, Tomich đi đến quần đảo Azores để đón các tàu buôn SS Phoenis Banning và SS Abraham Baldwin để đưa họ gia nhập cùng Đoàn tàu GUS-29. Nó hộ tống đoàn tàu vượt đại dương cho đến khi tách ra vào ngày 17 tháng 2, và sang ngày hôm sau hộ tống cho tàu tiếp dầu Mattaponi (AO-41) và tàu buôn SS Sangara đi Bermuda. Nó lại đi đến Xưởng hải quân New York vào ngày 22 tháng 2  để được bảo trì cho đến ngày 5 tháng 3. Nó lên đường đi Bayonne, New Jersey để được khử từ trước khi tiếp tục đi đến Montauk Point để huấn luyện ôn tập. Sau đó con tàu đi đến Norfolk vào ngày 11 tháng 3, rồi cùng Đoàn tàu UGS-36 lên đường hai ngày sau đó để vượt đại dương hướng sang Tunisia, băng qua eo biển Gibraltar vào ngày 30 tháng 3 và tiếp tục hướng đến Bizerte.
Lúc chiều tối ngày 31 tháng 3, Tomich theo dõi một mục tiêu dò được qua sonar, đặt trong tình trạng báo động tác chiến, và đã thả hai lượt 13 quả mìn sâu nhắm vào mục tiêu nghi ngờ là tàu ngầm U-boat đối phương. Nó phối hợp cùng tàu xà lúp Hải quân Anh HMS Black Swan (L53) tuần tra chống tàu ngầm suốt đêm. Khoảng 04 giờ 01 phút sáng ngày 1 tháng 4, khi Tomich đã gia nhập trở lại đoàn tàu vận tải, nó phát hiệm náy bay đối phương tiếp cận từ phía trước bên mạn trái. Con tàu chạy zigzag bên mạn trái đoàn tàu, đồng thời khai hỏa dàn hỏa lực phòng không nhắm vào những kẻ tấn công. Những máy bay ném bom Junkers Ju 88 hai động cơ đối phương áp sát nhanh ở độ cao thấp, nhưng bị hỏa lực phòng không của các tàu hộ tống đánh đuổi mà không gây thiệt hại gì cho đoàn tàu.
Sau khi đoàn tàu đi đến Bizerte an toàn, Tomich tháp tùng để hộ tống cho Đoàn tàu GUS-36 trong chặng quay trở về. Tuy nhiên nó phải tách khỏi đoàn tàu vào ngày 13 tháng 4 để đi đến Oran, Algeria, do nghi ngờ trục chân vịt bên mạn phải của nó có sự cố kỹ thuật. Sau khi được kiểm tra, nó gia nhập trở lại đoàn tàu vào ngày hôm sau, và về đến New York vào ngày 2 tháng 5. Con tàu được bảo trì trong xưởng tàu trước khi tiến hành huấn luyện ôn tập, và đi đến Norfolk vào ngày 20 tháng 5.
Trong thành phần Lực lượng Đặc nhiệm 64, Tomich lại lên đường hệ tống cho Đoàn tàu UGS-43 đi sang Bizerte, Tunisia. Sau khi đi đến Bắc Phi, nó được cho tách ra để hộ tống cho chiếc tàu kéo Carib (AT-82), vốn đang kéo chiếc tàu hộ tống khu trục Menges (DE-320) bị hư hại trong chiến đấu đi đến khu vực quần đảo Azores. Sau khi đi đến Horta an toàn, Tomich quay trở lại hộ tống cho Đoàn tàu GUS-43 quay trở về Hoa Kỳ. Con tàu được bảo trì tại Xưởng hải quân New York trong tháng 7 trước khi thực hành huấn luyện tại khu vực Casco Bay, Maine, rồi đi đến Norfolk vào ngày 1 tháng 8, thực hiện một chuyến hộ tống vận tải khứ hồi cùng các đoàn tàu UGS-50 và GUS-50.
Sau một giai đoạn bảo trì trong xưởng tàu, Tomich thực hiện một chuyến hộ tống vận tải ven biển giữa New York và Boston, Massachusetts, rồi huấn luyện tại Casco Bay trong tháng 10. Nó đi đến Quonset Point, Rhode Island vào ngày 10 tháng 10 để tham gia thử nghiệm radar và chống tàu ngầm đặc biệt, và thực hành phối hợp cùng tàu ngầm Barracuda (SS-163) và máy bay đặt căn cứ từ đất liền. Nó rời khu vực vào ngày 13 tháng 10 để quay trở lại Casco Bay vào ngày hôm sau, và tiếp tục huấn luyện cho đến khi đi đến Norfolk vào ngày 4 tháng 11.
Cùng với tàu sân bay hộ tống Core (CVE-13) và phần còn lại của Đội hộ tống 7, Tomich khởi hành từ căn cứ Hampton Roads vào ngày 7 tháng 11 để đi sang khu vực Bermuda. Đến nơi vào ngày 10 tháng 11, lực lượng tiến hành huấn luyện tìm-diệt tàu ngầm cho đến cuối tháng đó, rồi quay trở về New York vào ngày 6 tháng 12. Tomich tiếp tục hoạt động tuần tra chống tàu ngầm dọc theo vùng bờ Đông sang đến nữa đầu năm 1945.

### Mặt trận Thái Bình Dương
Sau khi được đại tu tại Xưởng hải quân Boston trong tháng 5 và tháng 6, Tomich lên đường đi sang khu vực biển Caribe, rồi khởi hành từ vịnh Guantánamo, Cuba vào ngày 16 tháng 7 do được điều sang Mặt trận Thái Bình Dương. Nó băng qua kênh đào Panama vào ngày 18 tháng 7, và đi đến San Diego, California vào ngày 26 tháng 7. Con tàu lên đường vào ngày 31 tháng 7 để hướng sang khu vực quần đảo Hawaii, và đi đến Trân Châu Cảng vào ngày 7 tháng 8. Nó vẫn đang tiếp tục huấn luyện tại vùng biển Hawaii khi Nhật Bản chấp nhận đầu hàng vào ngày 15 tháng 8, giúp chấm dứt vĩnh viễn cuộc xung đột. Con tàu tiếp tục huấn luyện cho đến ngày 20 tháng 8, khi nó rời Trân Châu Cảng để hướng sang khu vực Tây Thái Bình Dương.
Sau khi ghé đến Saipan vào ngày 29 tháng 8, Tomich đi đến khu vực quần đảo Bonin vào ngày 1 tháng 9, nơi nó thay phiên cho tàu khu trục USS Helm (DD-388) trong nhiệm vụ tìm kiếm-giải cứu vào ngày 5 tháng 9, là phục vụ theo phiên mỗi năm ngày trước khi quay trở lại Iwo Jima để được tiếp liệu. Nó tiếp tục hoạt động tại vùng biển giữa Iwo Jima, Okinawa và Saipan cho đến đầu năm 1946, khi nó lên đường đi sang Trung Quốc, ghé đến Thanh Đảo vào ngày 13 tháng 1. Con tàu làm nhiệm vụ tại vùng biển Trung Quốc cho đến ngày 10 tháng 4, khi nó rời Thượng Hải để quay trở lại vùng biển Hawaii, đi đến Trân Châu Cảng vào ngày 21 tháng 4. Nó tiếp tục hành trình quay về vùng bờ Tây, rồi băng qua kênh đào Panama để đi sang vùng bờ Đông.
Tomich được đại tu tại Charleston, South Carolina từ tháng 5 cho đến cuối tháng 8 để chuẩn bị ngừng hoạt động. Nó đi đến Mayport, Florida vào ngày 4 tháng 9, và được cho xuất biên chế tại Green Cove Springs, Florida vào ngày 20 tháng 9, 1946 rồi được đưa về Hạm đội Dự bị Đại Tây Dương. Tên nó được cho rút khỏi danh sách Đăng bạ Hải quân vào ngày 1 tháng 11, 1972, và con tàu bị bán để tháo dỡ vào ngày 18 tháng 1, 1974. Nguồn khác cho rằng con tàu được bán cho hãng Andy International, Inc. tại Brownsville, Texas vào ngày [[13 tháng 12, 1973, và bị kéo đi tháo dỡ vào ngày 7 tháng 3, 1974.

## Phần thưởng
Tomich được tặng thưởng một Ngôi sao Chiến trận do thành tích phục vụ trong Thế Chiến II.
|  |             |  |
|  | Bronze star |  |

| Dãi băng Hoạt động Tác chiến (truy tặng)      | Dãi băng Hoạt động Tác chiến (truy tặng)                                     | Huân chương Chiến dịch Hoa Kỳ                                                | Huân chương Chiến dịch Hoa Kỳ        |
| Huân chương Chiến dịch Châu Á-Thái Bình Dương | Huân chương Chiến dịch Châu Âu-Châu Phi-Trung Đông với 1 Ngôi sao Chiến trận | Huân chương Chiến dịch Châu Âu-Châu Phi-Trung Đông với 1 Ngôi sao Chiến trận | Huân chương Chiến thắng Thế Chiến II |